# Банашак, Феликс
Феликс Банашак (нем. Felix Banaszak, род. 24 октября 1989, Дуйсбург, Северный Рейн-Вестфалия) — немецкий политик, сопредседатель партии Союз 90 / Зелёные (с 2024).

## Биография
В 2009 году окончил гимназию Штайнбарта в Дуйсбурге со степенью бакалавра, затем прошёл альтернативную гражданскую службу, занимаясь уходом за престарелыми. В 2010 году поступил на факультет социальной и культурной антропологии и политологии Свободного университета Берлина и окончил его в 2014 году со степенью бакалавра. В 2009 году вступил в партию «Союз 90 / Зелёные» и ещё в студенческие годы с 2010 по 2012 работал в офисе члена Берлинской палаты депутатов от «зелёных» Дирка Берендта. Кроме того, с 2010 года Банашак возглавлял региональное правление «Зелёной молодежи», с 2011 по 2014 год входил в состав её федерального правления, в последнее время — в качестве федерального сопредседателя организации.
В 2018—2022 годах вместе с Моной Нойбаур возглавлял отделение партии «зелёных» в земле Северный Рейн-Вестфалия.
В 2021 году избран в бундестаг.
16 ноября 2024 года избран одним из двух сопредседателей партии «Союз 90 / Зелёные» вместе с Франциской Брантнер.